# César pro nejlepší filmovou hudbu
César pro nejlepší filmovou hudbu je francouzské filmové ocenění udělované od roku 1976, jedna z kategorií ceny César.

## Vítězové a nominovaní

### 70. léta
- 1976: Stará puška – François de Roubaix
  - India Song – Carlos d'Alessio
  - Ať začne slavnost... – Antoine Duhamel
  - Rubáš nemá žádné kapsy – Paul de Senneville a Olivier Toussaint

- 1977: Barocco – Philippe Sarde
  - Velký podvodník – Georges Delerue
  - Policejní kolt vzor 357 – Georges Delerue
  - Je t'aime moi non plus – Serge Gainsbourg
  - Soudce a vrah – Philippe Sarde
  - Naše malé Angličanky – Mort Shuman

- 1978: Prozřetelnost – Miklós Rózsa
  - Zvíře – Vladimir Cosma
  - Bilitis – Francis Lai
  - Krab bubeník – Philippe Sarde

- 1979: Připravte si kapesníky – Georges Delerue
  - La Chanson de Roland – Antoine Duhamel
  - Violette Nozière – Pierre Jansen
  - Docela obyčejný příběh – Philippe Sarde

### 80. léta
- 1980: Láska na útěku – Georges Delerue
  - La Dérobade – Vladimir Cosma
  - I jako Ikaros – Ennio Morricone
  - Tess – Philippe Sarde

- 1981: Poslední metro – Georges Delerue
  - Smrt v přímém přenosu – Antoine Duhamel
  - Miluji vás – Serge Gainsbourg
  - Atlantic City – Michel Legrand

- 1982: Diva – Vladimir Cosma
  - Jedni a druzí – Michel Legrand a Francis Lai
  - Boj o oheň – Philippe Sarde
  - Profesionál – Ennio Morricone

- 1983: Návrat Martina Guerra – Michel Portal
  - Jeden pokoj ve městě – Michel Colombier
  - Večírek 2 – Vladimir Cosma a Francis Lai
  - Poutnice ze Sans-Souci – Georges Delerue

- 1984: Tančírna – Vladimir Cosma
  - Ahoj, tajtrlíku! – Charlélie Couture
  - Vražedné léto – Georges Delerue
  - Rovník – Serge Gainsbourg

- 1985: Les Cavaliers de l'orage – Michel Portal
  - Láska až za hrob – Hans Werner Henze
  - Ulička barbarů – Bernard Lavilliers
  - V záři reflektorů – Michel Legrand

- 1986: Tangos, l'exil de Gardel – Ástor Piazzolla
  - Umírá se jen dvakrát – Claude Bolling
  - Bras de fer – Michel Portal
  - Podzemka – Éric Serra

- 1987: Kolem půlnoci – Herbie Hancock
  - Večerní úbor – Serge Gainsbourg
  - Jean od Floretty – Jean-Claude Petit
  - Betty Blue – Gabriel Yared

- 1988: Champ d'honneur – Michel Portal
  - Les Innocents – Philippe Sarde
  - Agent trouble – Gabriel Yared

- 1989: Magická hlubina – Éric Serra
  - Cesta zhýčkaného dítěte – Francis Lai
  - Camille Claudelová – Gabriel Yared

### 90. léta
- 1990: Život a nic jiného – Oswald d'Andréa
  - Pan Hire – Michael Nyman
  - Láska bez lítosti – Gérard Torikian

- 1991: Cyrano z Bergeracu – Jean-Claude Petit
  - Tatínkova sláva a Maminčin zámek – Vladimir Cosma
  - Brutální Nikita – Éric Serra

- 1992: Všechna jitra světa – Jordi Savall
  - Delikatesy – Carlos D'Alessio
  - Mayrig – Jean-Claude Petit
  - Dvojí život Veroniky – Zbigniew Preisner

- 1993: Milenec – Gabriel Yared
  - Noci šelem – René-Marc Bini
  - Bitva o Diên Biên Phu – Georges Delerue
  - Indočína – Patrick Doyle

- 1994: Cukr, káva, limonáda – Cheb Khaled
  - Návštěvníci – Éric Lévi
  - Tři barvy: Modrá – Zbigniew Preisner
  - Germinal – Jean-Louis Roques

- 1995: Tři barvy: Červená – Zbigniew Preisner
  - Královna Margot – Goran Bregović
  - D'Artagnanova dcera – Philippe Sarde
  - Leon – Éric Serra

- 1996: Elisa – Zbigniew Preisner, Michel Colombier a Serge Gainsbourg
  - Město ztracených dětí – Angelo Badalamenti
  - Husar na střeše – Jean-Claude Petit
  - Nelly a pan Arnaud – Philippe Sarde

- 1997: Mikrokosmos – Bruno Coulais
  - Rozmary řeky – René-Marc Bini
  - Falešný hrdina – Alexandre Desplat
  - Nevinné krutosti – Antoine Duhamel

- 1998: Western – Bernardo Sandoval
  - Stará známá písnička – Bruno Fontaine
  - Markýza – Jordi Savall
  - Hrbáč – Philippe Sarde
  - Pátý element – Éric Serra

- 1999: Gádžo dilo – Tony Gatlif
  - Taxi – IAM
  - Hasards ou coïncidences – Francis Lai a Claude Bolling
  - Jeanne a skvělý chlapík – Philippe Miller

### 0. léta
- 2000: Himaláj – Karavana – Bruno Coulais
  - Děti z mokřin – Pierre Bachelet
  - Východ-Západ – Patrick Doyle
  - Johanka z Arku – Éric Serra

- 2001: Vengo – Tony Gatlif, La Caïta, Cheikh Ahmad al-Tûni a Tomatito
  - Saint-Cyr – John Cale
  - Purpurové řeky – Bruno Coulais
  - Harry to s vámi myslí dobře – David Sinclair Whitaker

- 2002: Amélie z Montmartru – Yann Tiersen
  - Ptačí svět – Bruno Coulais
  - Čti mi ze rtů – Alexandre Desplat
  - Bratrstvo vlků – Hon na bestii – Joseph LoDuca

- 2003: Pianista – Wojciech Kilar
  - Amen. – Armand Amar
  - Propustka – Antoine Duhamel
  - 8 žen – Krishna Levy

- 2004: Trio z Belleville – Benoît Charest
  - Napoleon – Stephan Eicher
  - Na ústa ne – Bruno Fontaine
  - Šťastnou cestu – Gabriel Yared

- 2005: Slavíci v kleci – Bruno Coulais
  - Příliš dlouhé zásnuby – Angelo Badalamenti
  - Strážce majáku – Nicola Piovani
  - Exil – Tony Gatlif

- 2006: Tlukot mého srdce se zastavil – Alexandre Desplat
  - Jdi, žij a někým se staň – Armand Amar
  - Šťastné a veselé – Philippe Rombi
  - Putování tučňáků – Émilie Simon

- 2007: Nikomu to neříkej – Matthieu Chedid
  - Den vítězství – Armand Amar
  - Obracečka not – Jérôme Lemonnier
  - Zbloudilá srdce – Mark Snow
  - Azur a Asmar – Gabriel Yared

- 2008: Písně o lásce – Alex Beaupain
  - Persepolis – Olivier Bernet
  - Mezi nepřáteli – Alexandre Desplat
  - Tajemství – Zbigniew Preisner
  - Tančit je lepší – Archie Shepp

- 2009: Séraphine – Michael Galasso
  - Tak dlouho tě miluji – Jean-Louis Aubert
  - Veřejný nepřítel č. 1 – Marco Beltrami a Marcus Trumpp
  - První den zbytku tvýho života – Sinclair
  - Paříž 36 – Reinhardt Wagner

### 10. léta
- 2010: Koncert – Armand Amar
  - Non ma fille, tu n'iras pas danser – Alex Beaupain
  - Prorok – Alexandre Desplat
  - À l'origine – Cliff Martinez
  - Welcome – Nicola Piovani

- 2011: Muž ve stínu – Alexandre Desplat
  - Oceány – Bruno Coulais
  - Strom – Grégoire Hetzel
  - Korkoro – Delphine Montoulet a Tony Gatlif
  - Bus Palladium – Yarol Poupaud
  - Princezna z Montpensier – Philippe Sarde

- 2012: Umělec – Ludovic Bource
  - Milovaní – Alex Beaupain
  - Nevěstinec – Bertrand Bonello
  - Příšerka v Paříži – Mathieu Chedid a Patrice Renson
  - Ministr – Philippe Schœller

- 2013: Na dřeň – Alexandre Desplat
  - Sbohem, královno – Bruno Coulais
  - Znovu zamilovaná – Gaëtan Roussel a Joseph Dahan
  - U nich doma – Philippe Rombi
  - Láska všemi deseti – Robin Coudert a Emmanuel d'Orlando

- 2014: Michael Kohlhaas – Martin Wheeler
  - Casse-tête chinois – Loïk Dury, Christophe Minck
  - S Molièrem na kole – Jorge Arriagada
  - Pěna dní – Étienne Charry
  - Venuše v kožichu – Alexandre Desplat

- 2015: Timbuktu – Amine Bouhafa
  - Holčičí parta – Jean-Baptiste de Laubier
  - Ptáci a lidé – Béatrice Thiriet
  - Láska na první boj – Lionel Flairs, Benoît Rault, Philippe Deshaies
  - Yves Saint Laurent – Ibrahim Maalouf

- 2016: Mustang – Warren Ellis
  - Kovbojové – Raphael
  - V květnu si dělej, co chceš – Ennio Morricone
  - Můj král – Stephen Warbeck
  - Tři vzpomínky – Grégoire Hetzel

- 2017: Dans les forêts de Sibérie – Ibrahim Maalouf
  - Monsieur Chocolat – Gabriel Yared
  - Elle – Anne Dudley
  - Frantz – Philippe Rombi
  - Můj život Cuketky – Sophie Hunger

- 2018: 120 BPM – Arnaud Rebotini
  - Na shledanou tam nahoře – Christophe Julien
  - Raw – Jim Williams
  - Chovatel – Myd
  - Visages, villages – Matthieu Chedid

- 2019: Guy – Vincent Blanchard a Romain Greffe
  - Amanda – Anton Sanko
  - Potížista – Camille Bazbaz
  - The Sisters Brothers – Alexandre Desplat
  - V dobrých rukou – Pascal Sangla
  - Un amour impossible – Grégoire Hetzel

### 20. léta
- 2020: Kde je moje tělo? – Dan Levy
  - Atlantique – Fatima Al Qadiri
  - Žaluji! – Alexandre Desplat
  - Bídníci – Marco Casanova a Kim Chapiron
  - Slitování – Grégoire Hetzel

- 2021: Noční jízda – Rone
  - ADN – Stephen Warbeck
  - Osel, milenec a já – Mateï Bratescot
  - Léto 85 – Jean-Benoît Dunckel
  - Sbohem, blbci! – Christophe Julien

- 2022: Annette – Ron a Russell Mael (Sparks)
  - Severní Marseilles – Guillaume Roussel
  - Pád letu A800 – Philippe Rombi
  - Paříž, 13. obvod – Rone
  - La Panthère des neiges – Warren Ellis a Nick Cave

- 2023: Na plný úvazek – Irène Drésel
  - Poslední střih – Alexandre Desplat
  - Nevinný – Grégoire Hetzel
  - Noc 12. – Olivier Marguerit
  - Pacifiction – Marc Verdaguer a Joe Robinson
  - Noční pasažéři – Anton Sanko

- 2024: Říše zvířat – Andrea Laszlo De Simone
  - Jen my dva – Gabriel Yared
  - Chien de la casse – Delphine Malausséna
  - Disco Boy – Vitalic
  - Tři mušketýři: D'Artagnan a Tři mušketýři: Milady – Guillaume Roussel

- 2025: Emilia Pérez – Camille Dalmais a Clément Ducol
  - Zběsilá láska – Jon Brion
  - Hrabě Monte Christo – Jérôme Rebotier
  - Nejcennější dárek – Alexandre Desplat
  - Ty krávo! – Charlie Courvoisier a Linda Courvoisier